# 校际网球协会
校级网球协会（英語：Intercollegiate Tennis Association，简称ITA），是美国针对国内大专院校网球运动的管理机构和教练员协会，负责监督各个级别的男子和女子大学网球代表队，包括NCAA第一级别、NCAA第二级别、NCAA第三级别、全國大學校際體育協會（NAIA），以及初级/社区学院。ITA总部位于亞利桑那州坦佩。

## 历史
校际网球协会最初由加州大学洛杉矶分校男子网球传奇教练JD·摩根（JD Morgan）于1956年创立，将其作为大学网球的管理机构，负责监督大学各级男子和女子网球代表队，包括NCAA第一级别、NCAA第二级别、NCAA第三级别、全國大學校際體育協會（NAIA），以及初级/社区学院。后来校际网球教练协会（Intercollegiate Tennis Coaches Association，ITCA）于1978年正式成立。
前普林斯顿大学网球教练戴维·A·本杰明（David A Benjamin）于1979年成为该组织的负责人，先是当选主席，然后于1983年至2016年担任执行董事。自2016年以来，ITA总部一直位于亚利桑那州坦佩，靠近亞利桑那州立大學校园。现任首席执行官是蒂莫特·鲁塞尔（Timothy Russell）博士。

## 主要赛事
除NCAA锦标赛外，ITA还负责组织春季、夏季和秋季的绝大多数大学全国锦标赛。如今，ITA为学校和学生运动员举办了13项全国性赛事，涵盖所有五个级别的比赛。ITA被广泛认为是所有大学体育运动中最具影响力和最活跃的体育管理机构。
ITA团体锦标赛
- ITA全国室内网球团体锦标赛（ITA National Team Indoor Championships）
  - 一区男子全国室内网球团体锦标赛[]
  - 一区女子全国室内网球团体锦标赛 （页面存档备份，存于）
  - 二区男子全国室内网球团体锦标赛 （页面存档备份，存于）
  - 二区女子全国室内网球团体锦标赛 （页面存档备份，存于）
  - 三区男子全国室内网球团体锦标赛 （页面存档备份，存于）
  - 三区女子全国室内网球团体锦标赛 （页面存档备份，存于）
  - NAIA男子全国室内网球团体锦标赛 （页面存档备份，存于）
  - NAIA女子全国室内网球团体锦标赛 （页面存档备份，存于）

ITA单项锦标赛
- ITA全美网球锦标赛（ITA All-American Championships）
  - 全美男子网球锦标赛 （页面存档备份，存于）
  - 全美女子网球锦标赛 （页面存档备份，存于）
- ITA杯 （页面存档备份，存于）
- ITA全国秋季网球锦标赛 （页面存档备份，存于）
- ITA全国夏季网球锦标赛 （页面存档备份，存于）

## 奖项
ITA每年都会颁发各种奖项以表彰男子和女子大学网球的杰出表现和杰出人物，奖项包括。
- ITA全国最佳运动员奖（ITA National College Player of the Year Awards）
- ITA/亚瑟·阿什领导能力和体育精神奖（ITA/Arthur Ashe Leadership and Sportsmanship Awards）
- ITA年度最佳大二/大四球员奖（ITA Senior/Sophomore Player of the Year Awards）
- ITA年度新人奖（ITA Rookie Player of the Year Awards）
- ITA学生运动员奖（ITA Scholar Athlete Awards）
- ITA学术团队奖（ITA All-Academic Team Awards，团队GPA成绩奖）
- 茜茜·利里/ITA体育精神奖（Cissie Leary/ITA Award for Sportsmanship，针对女子全国一区）
- 拉斐尔·奥苏纳/ITA体育精神奖（Rafael Osuna/ITA Award for Sportsmanship，针对男子全国一区）
- ITA最有价值球员服务奖（ITA Meritorious Service Award, presented by ConantLeadership）
- 史蒂夫·威尔金森团队体育精神奖（Steve Wilkinson Team Sportsmanship Award）
- ITA全明星（ITA Collegiate All-Star Team，包含全部层级）
- 美国网球协会夏季夏季大学联盟队（USTA Collegiate Summer Team）
- 威尔胜体育ITA最佳教练奖（Wilson/ITA Coach of the Year Awards）
- ITA最佳助教奖（ITA Assistant Coach of the Year Awards）
- ITA年度大二/大四进步最快奖（ITA Most Improved Senior/Sophomore of the Year Award）
- ITA特别成就奖（ITA Achievement Award ，授予大学网球校队校友）[6]

## 名人堂
ITA男子名人堂（ITA Men's Hall of Fame）位于喬治亞州雅典的喬治亞大學丹·麦吉尔（Dan Magill）网球中心，ITA女子名人堂（ITA Women's Hall of Fame）位于弗吉尼亚州威廉斯堡威廉與瑪麗學院的麦科马克·纳格尔森网球中心。

## ITA排名
校际网球协会负责管理大学网球排名，旨在跟踪NCAA各级别、NAIA和初级学院/社区学院中顶尖男女网球运动员和球队的表现。
ITA网球排名名单 （页面存档备份，存于）